# Martha McCaughey
Martha McCaughey (25 de octubre de 1966) es una socióloga, académica, escritora, y feminista estadounidense. Es directora del Departamento de Estudios de la mujer en la Universidad Estatal de los Apalaches. Ha desarrollado actividades académicas y científicas, investigando y escribiendo ampliamente sobre psicología evolucionista aplicada al género en las ciencias sociales. Su libro The Caveman Mystique: Pop-Darwinism and the Debates over Sex, Violence, and Science (2008, Routledge) revela su capacidad, para generar debates complejos, tanto en feminismo como en ciencia evolutiva.

## Educación
Obtuvo su grado de B.A., por la Universidad de Míchigan; y, tanto su MA como su Ph.D. por la Universidad de California.

## Escritos
Entre sus escritos hay dos libros titulados de manera similar:
- Real Knockouts: the Physical Feminism of Women’s Self-Defense (Knockouts reales: el feminismo físico de la autodefensa de las mujeres) (ISBN 0-8147-5577-1, 1997);

- Reel Knockouts: Violent Women in the Movies (Carreteles Knockouts: mujeres violentas en el cine) (ISBN 0-292-75251-2, coeditado en 2001 con Neal King).

En Real Knockouts dejó la marca de McCaughey en la teoría feminista, como el primer intento exhaustivo de cerrar la brecha entre la academia y la corriente principal de defensa personal de las mujeres. En ella, ella define que el movimiento de autodefensa sirve como una forma de empoderamiento feminista, y de autoconciencia feminista que se puede utilizar para hacer que la teoría feminista sea accesible para las mujeres que de otra manera no serían receptivas. También propone la idea de que al participar en la defensa personal, las mujeres cambian la definición de feminidad y alteran las funciones de género, tanto en hombres como en mujeres, que apoyan las políticas existentes de una cultura de la violación. Aunque McCaughey, adopta una postura generalmente positiva con respecto a la autodefensa; y, dedica un capítulo a contrarrestar las diversas críticas a la autodefensa de las mujeres desde la teoría feminista, ella reconoce y examina varias preocupaciones prácticas y legales con la defensa personal. Como parte de esas cuestiones, analiza las repercusiones legales de la autodefensa violenta, incluida la consideración de la forma en que el racismo, el clasismo, el sexismo, y los estereotipos en relación con el síndrome de la mujer maltratada, pudiendo afectar el juicio del sistema legal sobre si la legítima defensa de una mujer es verdaderamente legítima o no.

### Coediciones
- "Martha+McCaughey"&hl=es-419&sa=X&ved=0ahUKEwidooj6jf3gAhX6GrkGHUHJDRwQ6AEIOTAC#v=onepage&q&f=false Reel Knockouts 279 p. (coeditado con Neal M. King) ISBN 0292752512, ISBN 9780292752511 es una colección de ensayos que examinan retratos de mujeres violentas en el cine.

- Coeditora, con Michael D. Ayers, de Cyberactivism: Online Activism in Theory and Practice 310 p. (2003, Routledge) ISBN 0415943205, ISBN 9780415943208

### Otros títulos
- The Caveman Mystique: Pop-Darwinism and the Debates Over Sex, Violence, and Science 176 p. (Routledge, 2012) ISBN 1135952086, ISBN 9781135952082

## Honores
- En 1999, nombrada "Mujer Emergente Académica" de EE. UU. Por la Asociación Americana de Mujeres Universitarias.[2]